# Autarchia
Autarchia – forma rządów polegających na rządach absolutnych, despotycznych, gdzie władza najwyższa należy wyłącznie do jednej osoby, która zarządza wszystkim zgodnie z własnym uznaniem. Władza ta nie jest kontrolowana przez żadne instytucje zewnętrzne, dokumenty itp. Władza ta ma wszystkie prawa tzn. sama kontroluje wszystkie czynności w państwie, mianuje urzędników, stanowi prawo itp.
W dziele pt. „Sześć ksiąg o Rzeczypospolitej”, napisanym przez Francuza – ekonoma Jeana Bodina, autor opisuje takie rządy. Władca w takich rządach, według autora, jest ograniczony wyłącznie przez siły natury i prawa boskie.

## Absolutyzm jako forma rządów
Absolutyzm jako forma rządów mógł być realizowany jedynie w ustroju monarchicznym. Zwolennikiem owej formy rządów był A. J. de Richelieu, natomiast ludzkim urzeczywistnieniem takiej metody sprawowania władzy był król Francji Ludwik XIV, sprawując rządy osobiście od 1661 r. Jego zdaniem to on stanowił prawo, lecz sam wyłaniał się ponad to prawo. Za jego rządów Francja posiadała bardzo silną strukturę organizacyjną w Europie.
Wieki XVII i XVIII to szczytowy rozkwit takiej formy rządów. W Polsce autarchia nie przyjęła się. Np. w Austrii i Rosji autarchia pojawiła się pod nazwą absolutyzmu oświeconego.
System ten opierał się na założeniach filozofii oświeceniowej, według której władcy dążyli do wcielenia w życie reform społecznych i gospodarczych, w krajach, w których rządzili, zaś za jeden z głównych celów stawiali sobie scentralizowanie państwa. W państwach tych nie było żadnych swobód i praw obywatelskich. Należy jednocześnie podkreślić, iż taka forma rządów prowadziła do szybkiego rozwoju i postępu cywilizacyjnego, która doprowadziła do tego, że system feudalny rozwinął się jak nigdy wcześniej.
W wiekach XIX i XX w wielu państwach można było zauważyć chęci do powstania rządów autarchicznych. Takie tendencje pojawiły się w systemach totalitarnych w Europie i na świecie, szczególnie w hitlerowskich Niemczech.